# Camponotus rufifrons
Camponotus rufifrons är en myrart som först beskrevs av Smith 1860.  Camponotus rufifrons ingår i släktet hästmyror, och familjen myror.

## Underarter
Arten delas in i följande underarter:
- C. r. leucopus
- C. r. rufifrons